# Elefthérios Venizélos (1910-1927)
Pour les articles homonymes, voir Venizélos.
Pour plus de détails, voir Fiche technique et Distribution.
Elefthérios Venizélos (1910-1927) (grec moderne : Ελευθέριος Βενιζέλος 1910-1927) est un film grec réalisé par Pantelís Voúlgaris et sorti en 1980.

## Synopsis
Biographie de l'homme d'État Elefthérios Venizélos durant les années les plus importantes de sa vie : du coup de Goudi en 1909 à sa perte quasi définitive du pouvoir.

## Fiche technique
- Titre : Elefthérios Venizélos (1910-1927)
- Titre original : grec moderne : Ελευθέριος Βενιζέλος 1910-1927
- Réalisation : Pantelís Voúlgaris
- Scénario : Pantelís Voúlgaris
- Production : Giorgos Iakovidis, Michalis Lambrinos
- Société de production : Centre du cinéma grec
- Directeur de la photographie : Yórgos Arvanítis
- Montage : Takis Giannopoulos
- Direction artistique : Dionysis Fotopoulos
- Costumes : Dionysis Fotopoulos
- Musique : Loukianos Kilaïdonis (el)
- Pays d'origine : Grèce
- Genre : Biographie
- Format : 35 mm
- Durée : 175 minutes
- Date de sortie : 1980

## Distribution
- Minas Christidis
- Giannis Voglis
- Dimitris Myrat
- Manos Katrakis
- Olga Karlatos
- Anna Kalouta (el)